# Касперівці (гміна)
Гміна Касперівці  (пол. Gmina Kasperowce)— колишня сільська гміна у Заліщицькому повіті Тернопільського воєводства Другої Речі Посполитої. Адміністративним центром гміни було село Касперівці.
Гміна утворена 1 серпня 1934 року на підставі нового закону про самоуправління (23 березня 1933 року).
Площа гміни — 100,23 км²
Кількість житлових будинків — 2187
Кількість мешканців — 9865
Гміну створено на основі давніших гмін: Касперівці, Городок, Голігради, Лисичники, Новосілка Костюкова (тепер просто Новосілка), Щитівці, Винятинці.